# سیارک ۳۹۹۴
سیارک ۳۹۹۴ (به انگلیسی: 3994 Ayashi، نامگذاری:1988XF) سه هزار و نهصد و نود و چهارمین سیارک کشف شده‌است که در ۲ دسامبر ۱۹۸۸ کشف شد.
قدر مطلق سیارک برابر ۱۲٫۷۰ است.